# عبد الله كلبونة
عبدالله كلبونة (1952-) مؤرخ فلسطيني ولد في مدينة نابلس. درس في مدرستي المعاربة، الخلدونية، وتخرج من مدرسة الجاحظ الثانوية. التحق بجامعة بغداد لدراسة الآثار وتخرج منها بدرجة البكالوريوس في عام 1978. عمل بعد عودته من بغداد في الإدارة العامة للأوقاف في القدس الشريف، ومن بعدها تولى أمانة المتحف الإسلامي في القدس في الفترة ما بين 1985-1990. عمل بعدها مسؤولًا للأملاك الوقفية في منطقة نابلس حتى عام 1997، ليستلم بعد ذلك منصب مدير آثار محافظة نابلس.

## مؤلفاته
وضع عبد الله كلبونة عددًا من المؤلفات من أهمها «تاريخ مدينة نابلس منذ عام 2500 ق.م - 1918م»، وله العديد من الأبحاث عن المقامات الإسلامية في فلسطين، ومقالات مختلفة عن الآثار، والتراث، والفلكلور في فلسطين.